# Jean-François Marmontel

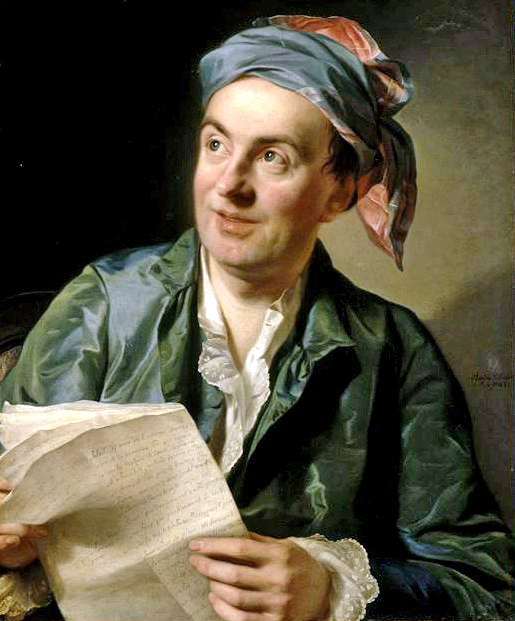
Marmontel, 1767 (Alexander Roslin).

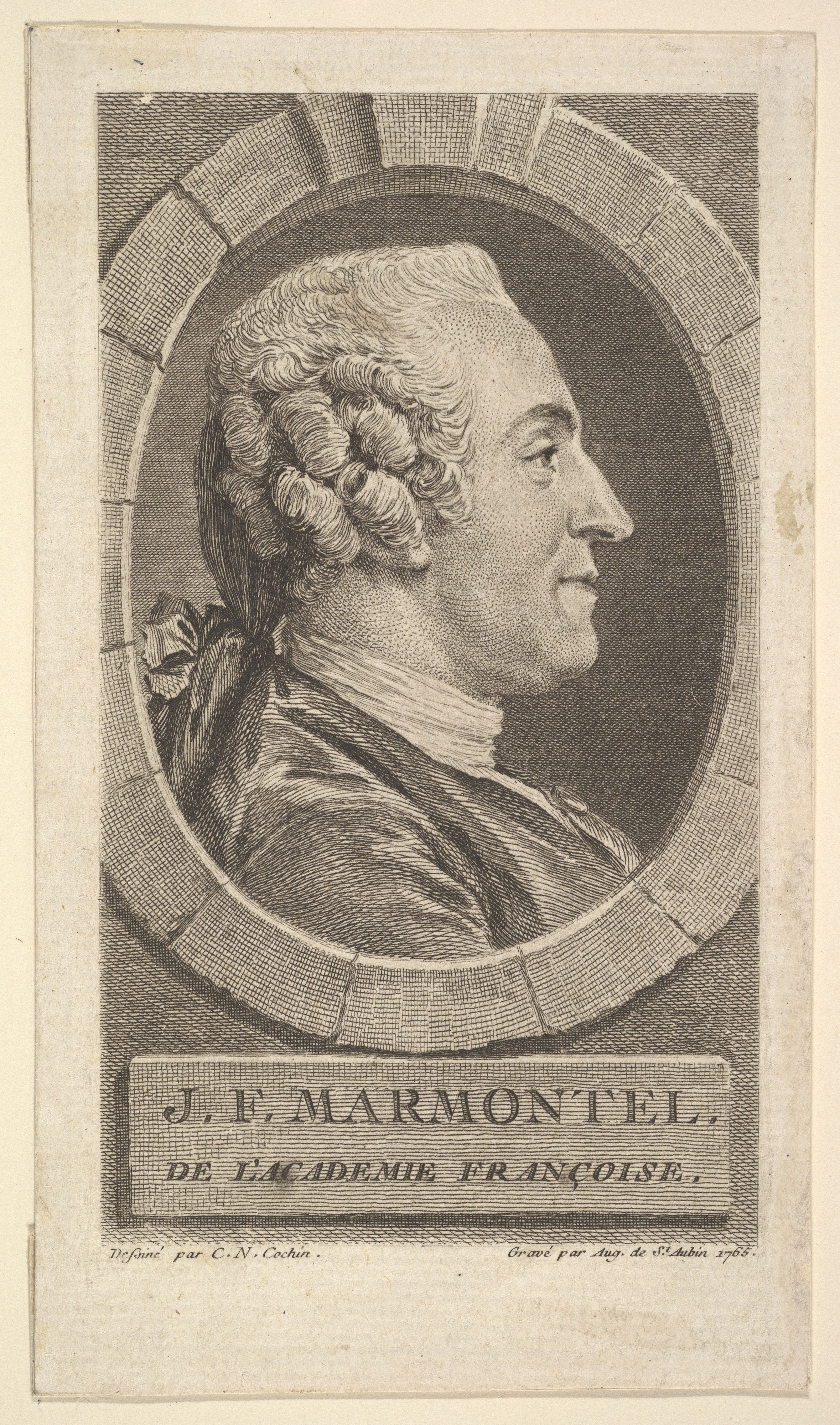
Marmontel, 1765 (Augustin de Saint-Aubin nach Charles-Nicolas Cochin II)

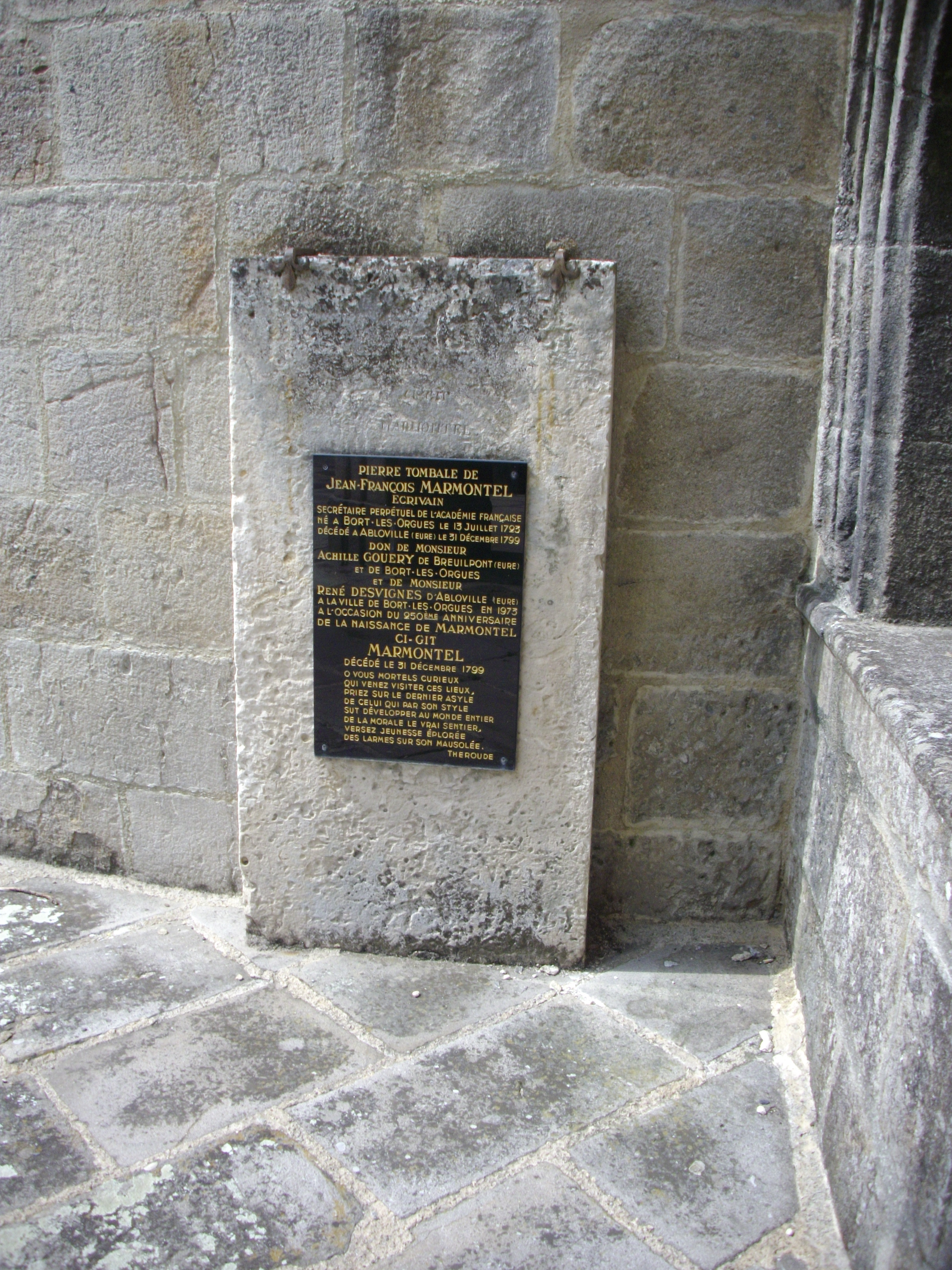
Grabmal in Bort-les-Orgues (Département Corrèze)

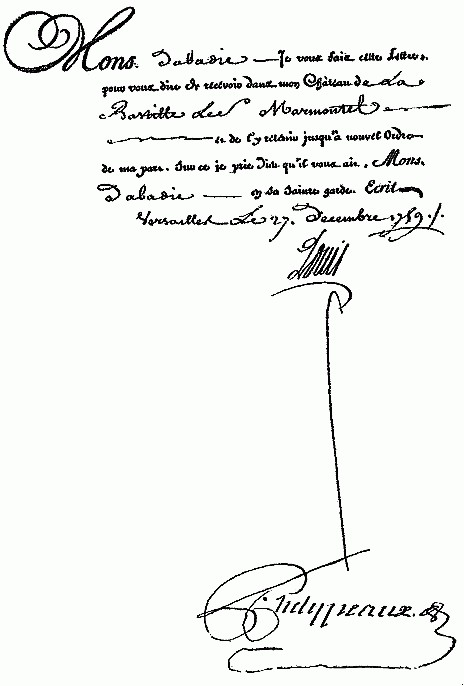
Lettre de cachet unterzeichnet von Ludwig XV., Einbestellung aus dem Jahre 1759 zur Inhaftierung Marmontels. Er wurde wegen einer Satire gegen den Duc d’Aumont für 11 Tage in der Bastille (28. Dezember 1759 bis 7. Januar 1760) arrestiert.

Jean-François Marmontel (* 11. Juli 1723 in Bort-les-Orgues, Limousin; † 31. Dezember 1799 im Weiler Habloville, Gemeinde Saint-Aubin-sur-Gaillon, Département Eure) war ein französischer Schriftsteller und Enzyklopädist.

## Leben und Wirken
Seine Eltern waren der Schneidermeister Martin Marmontel (* 1690) und dessen Ehefrau Marianne Gourdes (* 1700). Er hatte vier Schwestern und zwei Brüder.
Marmontel studierte in Toulouse. Am dortigen Seminar der Bernhardiner unterrichtete er Philosophie, nachdem er schon im 16. Lebensjahr die Tonsur erhalten hatte.
Empfehlungen Voltaires führten ihn 1745 nach Paris und öffneten ihm dort die höheren literarischen Zirkel. Der große Erfolg seiner beiden Tragödien Denys le Tyran (1748) und Aristomène (1749) machte ihn schnell berühmt; er führte nun ein äußerst flottes und an galanten Abenteuern reiches Leben.
Seine übrigen (vier) Tragödien fielen durch, ebenso seine ernsten Opern, während seine komischen viel Beifall fanden. Durch Vermittlung der Madame de Pompadour erhielt er 1753 das Sekretariat des Bauwesens und 1758 das Privileg des Mercure de France, welches er aber infolge einer Satire gegen den Herzog von Aumont wieder verlor.
1777 heiratete er Adélaïde de Montigny (1759–1812). Sie hatten vier Kinder: Albert-Charles-François (1780–1809), Charles-Paul (1781–1784), Charles-Joseph-François (1785–1808) und Louis-Joseph (1789–1830).
Die teilweise Ablehnung erhöhte nur seinen Ruhm, ebenso die Verdammung seines philosophischen Romans Bélisaire (1767, deutsch 1768) durch die Sorbonne wegen einiger Sätze über die Toleranz. Seit 1763 Mitglied der Académie française, deren Sekretär er 1783 wurde, und seit 1771 Historiograph von Frankreich, zog er sich beim Beginn der Revolution in die Nähe von Évreux zurück. Dort starb er 1799, nachdem ihn die Politik nur auf kurze Zeit seiner Einsamkeit entrissen hatte.
Seine Hauptwerke sind die ziemlich unmoralischen Contes moraux, die er mit großem Erfolg im Mercure veröffentlichte, Bélisaire und der poetische Roman Les Incas über die Zerstörung von Peru. Unter dem Titel Éléments de littérature veröffentlichte er seine für die Encyclopédie verfassten Aufsätze. Seine Mémoires d'un père pour servir à l'instruction de ses enfants (1800, 2 Bände) enthalten eine interessante und ausführliche Geschichte der berühmten Salons des 18. Jahrhunderts.
Ein Neuerer in der Theorie und nicht frei von romantischen Anwandlungen, übte er in der Poétique française (1763, 3 Teile) strenge Kritik an Racine und Boileau und machte auf eine Laune der Pompadour hin den unglücklichen Versuch, Werke von Rotrou und anderen in moderne Formen umzugießen. Zu erwähnen sind noch seine Leçons d'un père à ses enfants sur la langue française (veröffentlicht 1806, 2 Bände; deutsch unter dem Titel Erinnerungen an Philosophen und Aktricen) und das frivole Gedicht La Neuvaine de Cythère (veröffentlicht 1820).
Seine gesamten Werke wurden herausgegeben von Verdière (Paris 1818/19, 19 Bände), Coste (1819, 18 Bände) und Villenave (1819–1820, 7 Bände); Œuvres choisies von Saint-Surin (1824–1827, 12 Bände).

## Werke (Auswahl)
Dramen
- Denys le tyran, Tragödie, 1748
- Aristomène, Tragödie, 1749
- Cléopâtre, Tragödie, 1750
- La guirlande, Acte de ballet, 1751, Musik von Rameau
- Acanthe et Céphise, heroische Pastorale in drei Akten, 1751, Musik von Rameau
- Les Héraclides, Tragödie, 1752
- Égyptus, Tragödie, 1753
- Lysis et Délie, heroische Pastorale in einem Akt, 1753, Musik von Rameau
- Les Sybarites, Ballett 1753, Musik von Rameau
- Hercule mourant, Oper, 1761
- Annette et Lubin, (1762)
- La bergère des Alpes, (1766)
- Le Huron, Opéra comique, 1768, Musik von Grétry
- Lucile, Opéra comique, 1769, Musik von Grétry
- Sylvain, Opéra comique, 1770, Musik von Grétry
- L’amie de la maison, Opéra comique, 1771, Musik von Grétry
- Zémire et Azor, Comédie-ballet, 1771, Musik von Grétry
- Céphale et Procris ou L’amour conjugal, 1773, Musik von Grétry
- La fausse magie, Opéra-comique, 1775, Musik von Grétry
- Didon, Oper, 1783, Musik von Piccinni
- La fausse Pénélope, Opéra comique, 1785, Musik von Piccinni
- Démophon, 1788

Poesie
- Polymnie, Satire in elf Gesängen
- L’établissement de l’École militaire, 1751
- Vers sur la convalescence du Dauphin, 1752
- La naissance du duc d’Aquitaine, 1753
- Épître aux poètes, 1760
- La Neuvaine de Cythère, veröffentlicht 1820, frivoles Gedicht

Essais
- Poétique française, 1763
- Essai sur les révolutions de la musique en France, 1777
- De l’Autorité de l’usage sur la langue, 1785
- Éléments de littérature, 1787
- Mémoire sur la régence du duc d’Orléans, 1788
- Apologie de l’Académie française, 1792
- Mémoires d’un père pour servir à l'instruction de ses enfants, 1805

Romane
- Les Incas, Ou La Destruction De L'Empire Du Pérou. Paris 1777
  - Überarbeitete Auflage, Paris 1787 (Band 1, Band 2).
- Die Incas oder die Zerstörung des Reiches von Peru. Brönner, Frankfurt/Leipzig 1777 (Band 1, Band 2).